# Ваља (Дамбовица)
Ваља (рум. Valea) насеље је у Румунији у округу Дамбовица у општини Пиетрари. Oпштина се налази на надморској висини од 443 m.

## Становништво
Према подацима из 2002. године у насељу је живело 737 становника, од којих су сви румунске националности.